# Выдмины (гмина)
Выдмины (пол. Wydminy) — сельская гмина (уезд) в Польше, входит как административная единица в Гижицкий повет, Варминьско-Мазурское воеводство. Население — 6681 человек (на 2004 год).

## Демография
Данные по переписи 2004 года:
| Перепись                       | Всего   | Всего | Женщины | Женщины | Мужчины | Мужчины |
| ------------------------------ | ------- | ----- | ------- | ------- | ------- | ------- |
| Единицы                        | человек | %     | человек | %       | человек | %       |
| Население                      | 6681    | 100   | 3332    | 49,9    | 3349    | 50,1    |
| Плотность населения (чел./км²) | 28,6    | 28,6  | 14,3    | 14,3    | 14,3    | 14,3    |

## Сельские округа
1. Берково
2. Бяла-Гижыцка
3. Цыбульки
4. Чарнувка
5. Гайровске
6. Гавлики-Мале
7. Гавлики-Вельке
8. Грондзке
9. Хейбуты
10. Малинка
11. Мазухувка
12. Окронгле
13. Орлово
14. Памры
15. Паньска-Воля
16. Петраше
17. Радзе
18. Ранты
19. Седлиска
20. Семёнки
21. Сухоляски
22. Щепанки
23. Щыбалы-Орловске
24. Тальки
25. Венжувка
26. Выдмины
27. Зельки

## Поселения
1. Дудка
2. Эрнстово
3. Францишково
4. Гайлювка
5. Гембалки
6. Гродково
7. Ковалевске
8. Кшиве
9. Ленкук-Малы
10. Ростки
11. Руг-Орловски
12. Рыдзе
13. Сейба
14. Скомацк-Малы
15. Вулька-Цыбульска

## Соседние гмины
1. Гмина Гижицко
2. Гмина Круклянки
3. Гмина Милки
4. Гмина Ожиш
5. Гмина Старе-Юхи
6. Гмина Свентайно